# リデコレイト・マイセルフ
『リデコレイト・マイセルフ』は、日本の女性歌手、KOTOKOのアルバム。2023年9月13日にNBCユニバーサル・エンターテイメントジャパンから発売された。

## 概要
- 前作『すぅぃ〜とさいくろん-☆いぇいっ☆-』以来約1年3ヶ月ぶり、コンピレーションアルバムとしては『KOTOKO Anime song's complete album "The Fable"』以来約2年5ヶ月ぶりのリリースとなる。
- メジャーデビュー20周年記念アルバムで[4]、リアレンジ・セルフカバーアルバムとなっている。
- 2枚組の作品となり、Disc 1にはアニメソングを中心とした10曲、Disc 2は電波ソング10曲をそれぞれ再レコーディング＆リアレンジを施し収録となっている。さらにDisc 2にはAiobahn feat. KOTOKO名義でリリースされたデジタルシングル「INTERNET YAMERO」もボーナストラックとして収録されている[4]。

## 楽曲解説
Pure Heart ～世界で一番アナタが好き～ -Redecorate ver.-
AKIに提供した、本人が作詞家デビューした楽曲である。
本人曰く「KOTOKOが歌ったら…という世界観、しっかり出せたと思います」とのこと。
radiance -Redecorate ver.-
川田まみと歌詞を共作し、川田のメジャーデビュー曲である。
本人は「大切な曲なので、心を込めて歌いました。当時は良く「声が似てる」と言われていました。実はまみちゃんのモノマネが出来るほどだったの。なので、普通に歌うと多分似ちゃう… と言うことで、KOTOKO成分多めに振り絞って歌いました」と語っている。
恋愛CHU! -りでこれいとばーじょん-
元々AKIとのデュエットで、リミックス・バージョンでは詩月カオリとデュエットしている。
本人は「ツインボーカル曲がソロバージョンになるので、寂しくならないように、セリフとか合いの手とか、めっっちゃ頑張った」と語っている。

## リリース
通常盤のみの1形態で発売されたが、NBCユニバーサル公式オンラインショップ「あにばーさる」より発売された初回限定版にはオリジナル特典CDが付属されている。
2023年9月13日より、本作のダウンロード・サブスクリプション配信も開始された。

## チャート成績
2023年9月12日付オリコンデイリーチャートでは初登場17位にチャートインした。2023年9月25日付のオリコン週間アルバムチャートで初登場36位を記録し、初動売上は1,161枚を記録した。

## 収録曲
| #         | タイトル                                                   | 作詞             | 作曲             | 編曲                    | 時間  |
| --------- | ---------------------------------------------------------- | ---------------- | ---------------- | ----------------------- | ----- |
| 1.        | 「Shooting Star」(Redecorate ver.)                         | KOTOKO           | 折戸伸治         | 齋藤真也                | 4:51  |
| 2.        | 「Re-sublimity」(Redecorate ver.)                          | KOTOKO           | 高瀬一矢         | 中沢伴行                | 5:29  |
| 3.        | 「went away」(Redecorate ver.)                             | KOTOKO           | 高瀬一矢         | 齋藤真也                | 6:03  |
| 4.        | 「radiance」(Redecorate ver.)                              | KOTOKO・川田まみ | 中沢伴行         | 高瀬一矢                | 4:50  |
| 5.        | 「Pure Heart ～世界で一番アナタが好き～」(Redecorate ver.) | KOTOKO           | 高瀬一矢         | 橋咲透（solfa）         | 4:56  |
| 6.        | 「→unfinished→」(Redecorate ver.)                          | KOTOKO           | 八木沼悟志       | コバヤシユウヤ（IOSYS） | 4:22  |
| 7.        | 「七転八起☆至上主義!」(Redecorate ver.)                    | KOTOKO           | C.G mix          | 井内舞子                | 4:17  |
| 8.        | 「Light My Fire」(Redecorate ver.)                         | ryo（supercell） | ryo（supercell） | 高瀬一矢                | 4:12  |
| 9.        | 「being」(Redecorate ver.)                                 | KOTOKO           | KOTOKO           | 中沢伴行                | 4:51  |
| 10.       | 「421-a will-」(Redecorate ver.)                           | KOTOKO           | 中沢伴行         | uno（IOSYS）            | 5:05  |
| 合計時間: | 合計時間:                                                  | 合計時間:        | 合計時間:        | 合計時間:               | 48:56 |

| #         | タイトル                                                                  | 作詞         | 作曲             | 編曲                    | 時間  |
| --------- | ------------------------------------------------------------------------- | ------------ | ---------------- | ----------------------- | ----- |
| 1.        | 「恋愛CHU!」(りでこれいとばーじょん)                                      | KOTOKO       | 中沢伴行         | NAMI                    | 4:28  |
| 2.        | 「Princess Bride!」(りでこれいとばーじょん)                               | うつろあくた | KOTOKO           | D.watt（IOSYS）         | 4:02  |
| 3.        | 「Mighty Heart ～ある日のケンカ、いつもの恋心～」(りでこれいとばーじょん) | KOTOKO       | KOTOKO・中沢伴行 | C.G mix                 | 4:48  |
| 4.        | 「Change my Style 〜あなた好みの私に〜」(りでこれいとばーじょん)          | KOTOKO       | KOTOKO           | 井内舞子                | 4:47  |
| 5.        | 「Short Circuit」(りでこれいとばーじょん)                                 | KOTOKO       | 高瀬一矢         | 橋咲透（solfa）         | 4:38  |
| 6.        | 「ねぇ、…しようよ!」(りでこれいとばーじょん)                              | KOTOKO       | 中沢伴行         | コバヤシユウヤ（IOSYS） | 2:59  |
| 7.        | 「きゅるるんKissでジャンボ♪♪」(りでこれいとばーじょん)                    | KOTOKO       | C.G mix          | 涼木シンジ              | 4:33  |
| 8.        | 「めぃぷるシロップ」(りでこれいとばーじょん)                              | KOTOKO       | C.G mix          | NAMI                    | 5:06  |
| 9.        | 「常識!バトラー行進曲」(りでこれいとばーじょん)                           | KOTOKO       | 井内舞子         | C.G mix                 | 3:55  |
| 10.       | 「↑青春ロケット↑」(りでこれいとばーじょん)                                | KOTOKO       | 井内舞子         | 出口遼                  | 4:27  |
| 11.       | 「INTERNET YAMERO」(Aiobahn feat. KOTOKO)                                 | にゃるら     | Aiobahn          | Aiobahn                 | 4:05  |
| 合計時間: | 合計時間:                                                                 | 合計時間:    | 合計時間:        | 合計時間:               | 47:48 |

| #         | タイトル                           | 作詞      | 作曲・編曲 | リミックス                       |
| --------- | ---------------------------------- | --------- | ---------- | -------------------------------- |
| 1.        | 「INTERNET YAMERO」(DECO×DECO MIX) |           |            | Tomoyuki Nakazawa・Takeshi Ozaki |
| 合計時間: | 合計時間:                          | 合計時間: | 0:00       |                                  |